# I Fall in Love Too Easily
I Fall in Love Too Easily est une chanson composée en 1944 par Jule Styne avec des paroles de Sammy Cahn.
Sammy Cahn raconte comment la chanson a été écrite en une nuit à Palm Springs : « Quand j'ai chanté la dernière ligne, Jule Styne me jeta un coup d'œil et dit : “Alors. Ça y est.” Je savais qu'il pensait que nous aurions pu continuer à écrire, mais je pensais avoir dit tout ce qu'il y avait à dire, et si je devais le refaire, je m'arrêterais à nouveau à cet endroit. »
Elle est chantée par Frank Sinatra en 1945 dans le film Escale à Hollywood. Le film remporte en 1946 un Oscar pour sa musique, et la chanson est nommée pour l'Oscar de la meilleure chanson originale, mais la récompense revient à It Might as Well Be Spring (en) de Richard Rodgers et Oscar Hammerstein II, dans le film La Foire aux illusions.
I Fall in Love Too Easily est devenu un standard de jazz, enregistré notamment par Ralph Towner, Anita O'Day, Diane Schuur…

## Versions notables
Versions vocales
- Eugenie Baird avec Mel Tormé et ses Mel-Tones (Decca, 1945)
- Tony Bennett sur Cloud 7 (1955)
- Johnny Hartman sur Songs from the Heart (1955)
- Chet Baker sur Chet Baker Sings (1957)
- Sarah Vaughan sur Snowbound (1962)
- Shirley Horn sur I Remember Miles (1998)
- Eliane Elias sur Everything I Love (2000)
- Nancy King (en) et Fred Hersch sur Live at Jazz Standard (en) (2006)
- Gregory Porter sur Liquid Spirit (2013)
- Katharine McPhee sur I Fall in Love Too Easily (en) (2017)
- Melody Gardot sur Sunset In The Blue (2020)

Versions instrumentales
- Bill Evans sur Moon Beams (1962)
- Miles Davis sur Seven Steps to Heaven (1963) et No Blues (1967)
- Herbie Hancock sur Quartet (1982)
- Keith Jarrett sur Standards (en), Vol. 2 (1983) et sur Keith Jarrett at the Blue Note (en) (1995)
- Ralph Towner sur Open Letter (1992)
- Mehldau & Rossy Trio sur When I Fall in Love (1994)
- Philip Catherine Quartet sur Live (1996)
- Lee Konitz, Brad Mehldau, Charlie Haden et Paul Motian sur Live at Birdland (2001)
- Baptiste Trotignon sur Suite... (2010)
- Paul Lay sur The Party (2017)